# إبراهيم الفريان
إبراهيم بن صالح بن عبد العزيز الفريان (مواليد 1960م)، إعلامي سعودي. ملقب بـ "ملك الفلاشات"، ومصور لمشاهير الرياضيين وللمناسبات الرياضية.

## بداياته
بدأ في الجريدة المسائية التي كانت تصدر في مطلع الثمانينات، ثم عمل محرراً رياضياً في جريدة الجزيرة، ثم عمل في مجلة النادي محرراً رياضياً، ثم مديراً لمكتب مجلة المخلص والتي يملكها اللاعب عبد العزيز العنبري، ثم مذيعًا في قناة إي آر تي لمدة ست سنوات، ثم عمل نائبًا لمجلتي حول الخليج وإضاءات سعودية.

## العمل
كتب في القسم الرياضي في صحيفة اليوم السعودية.

## العائلة
أمه الجوهرة بنت عبدالرحمن المرشد.